# جامع عروة بن الزبير
جامع عروة بن الزبير من مساجد العراق الحديثة في محافظة الأنبار في قضاء الرمادي، وبني الجامع عام 1408 هـ/1988م، والجامع مستلم من قبل ديوان الوقف السني في العراق، وحالتهُ مضبوطة وشيد على نفقة المتبرع (ماجد طه شهاب)، ويقع قريباً من السوق العصري في حي المعلمين، والجامع واسع الفناء حيث تبلغ مساحة الجامع 1654م2، ويحتوي على مصلى حرم واسع تبلغ مساحتهُ 1000م2 ويتسع الحرم لأكثر من 1000 مصل، وتقام فيهِ صلاة الجمعة وصلاة العيدين والصلوات الخمس.
ويحتوي الجامع على غرفة مخصصة للإمام والخطيب وغرفة مخزن وحديقة مصممة على النمط الحديث، وتعلو مبنى الجامع مئذنة مرفوعة على برج مصنوع من الحديد.